# Renascença
Renascença (pronunciación portuguesa: [Renas'ësA], ‘renacimiento’) es un barrio del distrito de Sede, en el municipio de Santa Maria, en el estado brasileño de Río Grande del Sur. Está situado en el oeste de Santa Maria.

## Villas
El barrio contiene las siguientes villas: Condomínio Residencial Arco Verde, Renascença, Vila Renascença.
| Noroeste: São João Pinheiro Machado Boi Morto | Norte: São João / Juscelino Kubitschek | Nordeste: Patronato      |
| Oeste: Boi Morto                              |                                        | Este: Patronato Urlândia |
| Suroeste: Boi Morto São Valentim              | Sur: São Valentim                      | Sureste: São Valentim    |